# Les Règles du Vatican
Pour les articles homonymes, voir Vatican (homonymie).
Pour plus de détails, voir Fiche technique et Distribution.
Les Règles du Vatican est un documentaire franco-italien tourné en 2007, d'une durée de 75 minutes, réalisé par Alessandro Avellis.

## Synopsis
« Italy lives in the shadow of the Vatican, and mainstream politicians rarely challenge or criticize the pope. ».
Comment le Vatican finance-t-il sa propagande ? Quels sont le parcours et la pensée du pape Benoît XVI ? Peut-on toujours considérer l'Italie comme un État laïc ?
Ce documentaire cherche une réponse à ces questions, rend hommage à Alfredo Ormando, qui en janvier 1998 s'immolait place Saint-Pierre pour protester contre l'homophobie des hiérarchies catholiques, enquête sur les privilèges du Vatican et relate l'agitée controverse sur le projet de loi pour les unions civiles (« Dico », puis « Cus ») qui a fait rage en 2007 dans la péninsule.

## Fiche technique
- Titre : Les Règles du Vatican
- Réalisation et montage : Alessandro Avellis
- Scénario : Alessandro Avellis, Gabriele Ferluga
- Narration : Roman Girelli
- Pays de production : Italie/France
- Langue : Italien (sous-titres français), Français
- Son : Stéphane N'guyen
- Production : Les films du contraire
- Durée : 75 minutes
- Date de sortie : 2007

## Distribution
- Franco Barbero
- Les Sœurs de la Perpétuelle Indulgence
- Francesco Paoletti - UAAR
- Don Vitaliano Della Sala
- Aurelio Mancuso

## Première présentation au public
- Festival du film gay et lesbien de Turin « Da Sodoma a Hollywood » – Turin, 2008 ( Italie)

## Festivals
- « Reflets » – Marseille (France)
- « Festival du film militant » – Aubagne (France)
- « Omovies » - Naples (Italy)
- « Florence Queer Festival » – Florence (Italy) 2009
- « Festival Désirs Désirs » Tours (France)
- « Rencontres In&Out » Nice (France)
- « Festival du film engagé » Université Populaire et Citoyenne du Puy-de-Dôme - Clermont-Ferrand (France)

- « Teatri di Vita » Bologna (Italy)
- Séances-débat 2008 Circoli UAAR - Rome, Rimini (Italie)